# Vladimír Šišma
Vladimír Šišma (* 28. listopadu 1953) je bývalý český fotbalista, záložník. Jeho bratr Jaroslav Šišma byl také ligovým fotbalistou a získal titul s Vítkovicemi.

## Fotbalová kariéra
V mládežnických kategoriích hrál za Litovel. V roce 1972 jej trenér Brückner přivedl do Olomouce, v roce 1975 přestoupil do ligového Baníku Ostrava. Po dvou sezónách se do Olomouce za trenéra Brücknera vrátil a v roce 1979 odešel na vojnu do RH Cheb. V Chebu po vojně zůstal a do Olomouce se vrátil při dalším působení trenéra Brücknera v roce 1984. Po třech sezónách v Olomouci odehrál půl sezóny v Drnovicích a s fotbalem končil v nižších soutěžích v Rakousku. S Baníkem Ostrava získal v sezóně 1975/1976 ligový titul. V lize nastoupil ke 223 utkáním a dal 27 gólů. V Poháru mistrů evropských zemí nastoupil ve 2 utkáních a v Poháru UEFA nastoupil také ve 2 utkáních.

## Ligová bilance
| Ročník                                   | Zápasy | Góly | Klub                 |
| ---------------------------------------- | ------ | ---- | -------------------- |
| 1. československá fotbalová liga 1975/76 | 12     | 0    | Baník Ostrava        |
| 1. československá fotbalová liga 1976/77 | 3      | 0    | Baník Ostrava        |
| Česká národní fotbalová liga 1977/78     | -      | -    | TJ Sigma ZTS Olomouc |
| Česká národní fotbalová liga 1978/79     | -      | -    | TJ Sigma ZTS Olomouc |
| 1. československá fotbalová liga 1979/80 | 15     | 1    | RH Cheb              |
| 1. československá fotbalová liga 1980/81 | 29     | 6    | RH Cheb              |
| 1. československá fotbalová liga 1981/82 | 29     | 3    | RH Cheb              |
| 1. československá fotbalová liga 1982/83 | 26     | 5    | RH Cheb              |
| 1. československá fotbalová liga 1983/84 | 30     | 1    | RH Cheb              |
| 1. československá fotbalová liga 1984/85 | 27     | 2    | TJ Sigma ZTS Olomouc |
| 1. československá fotbalová liga 1985/86 | 27     | 4    | TJ Sigma ZTS Olomouc |
| 1. československá fotbalová liga 1986/87 | 26     | 4    | TJ Sigma ZTS Olomouc |
| CELKEM 1. liga                           | 224    | 26   |                      |